# Basket Comminges Salies-du-Salat
Maillots
Le Basket Comminges Salies-du-Salat (BCSS) est un club français de basket-ball affilié à la FFBB.

Le club est basé dans la ville de Salies-du-Salat en Haute-Garonne.

## Historique
Fondé en 1977 par Albert Lozes, le BCSS au cours des années devient un club féminin important de la région Midi-Pyrénées, puis d'Occitanie.

De 2005 à 2007 il évolue en Nationale féminine 1.
Le club en 2015 se dote d'un centre d'entraînement pour la catégorie U18.

## Palmarès
- Champion de France de Nationale féminine 2 2005

## Effectif 2007/2008
| Numéro | Nom                                            | Taille | Age    | Poste               |
| 4      | Élodie Chervier                                | 1,67 m | 20 ans | ailière             |
| 6      | Marie Larguier (vient de Brive en N3)          | 1,76 m | 24 ans | ailière (partie)    |
| 7      | Delphine Dord                                  | 1,88 m | 30 ans | intérieure          |
| 8      | Alimatou Mandiang (recrue de Mondeville en N2) | 1,87 m | 19 ans | intérieure          |
| 9      | Alice Sévilla                                  | 1,75 m | 23 ans | ailière             |
| 11     | Katarina Brestovanska                          | 1,64 m | 22 ans | meneuse             |
| 12     | Debbie Hemery                                  | 1,74 m | 33 ans | ailière (capitaine) |
| 13     | Khadidiatou Gassama                            | 1,87 m | 30 ans | intérieure          |
| 14     | Swanne Gauthier                                | 1,73 m | 20 ans | meneuse             |
| 15     | Joëlle Hippolyte (transfert d'Auch en N3)      | 1,86 m | 24 ans | intérieure          |